# Sandra Shine
Sandra Shine, polgári nevén Diós Judit Barbara (Budapest, 1981. szeptember 9. –) magyar pornószínésznő.

## Családja
A szülei 3 éves korában elváltak.

## Díjak, elismerések
- AVN-díj 2007: jelölés a „Legjobb szexjelenet külföldi produkcióban” kategóriában[5]
- vivthomas.com: „Babe of the Year 2011”[6]
- XBIZ-díj 2011: jelölés a „Az év külföldi női előadóművésze” kategóriában[7]
- XBIZ-díj 2012: jelölés a „Az év külföldi női előadóművésze” kategóriában[8]

## Filmszerepei
- Barely Legal 17 (2001)
- No Man's Land European Edition 1 (2001)
- Rocco: Animal Trainer 7 (2001)
- ALS Scan 36 (2002)
- Hot Showers 2 (2002)
- Legal Skin 5 (2002)
- Porno Veline Belle e Porcelline (2002)
- Private Reality 6: Dangerous Games (2002)
- Private Reality 9: Do Not Disturb (2002)
- 100% Strap-On (2003)
- Anal Addicts 11 (2003)
- Art of Kissing 1 (2003)
- Buffy Malibu's Nasty Girls 30 (2003)
- Campus Confessions 7 (2003)
- Dirty Girlz 2 (2003)
- Girl + Girl 1 (2003)
- Girls on Girls 1 (2003)
- Girls On Parade (2003)
- Good Girls Doing Bad Things 2 (2003)
- Leg Affair 1 (2003)
- No Man's Land 39 (2003)
- North Pole 39 (2003)
- Private Reality 13: Explosive Women (2003)
- Pussy Foot'n 4 (2003)
- Pussy Foot'n 6 (2003)
- Young Sluts, Inc. 11 (2003)
- Alien Love Fantasy (2004)
- At Your Service (2004)
- Finger Licking Good 1 (2004)
- Football Fantasies (2004)
- Girls on Girls 2 (2004)
- Give Me Pink 340 (2004)
- Hardcore Sex in the City 1 (2004)
- Ladies in Lust (2004)
- Lady Lust 2 (2004)
- Les Babez 1 (2004)
- Our Movie (2004)
- Reality Porn Series 2 (2004)
- Return of Sandy (2004)
- Russian Institute: Lesson 1 (2004)
- Russian Institute: Lesson 3 (2004)
- Sex Ambassador (2004)
- Sleeping with the Enemy (2004)
- Sticky Fingers 1 (2004)
- Teagan: Erotique (2004)
- All About Eve (2005)
- Aria's Secret Desires (2005)
- Art of Love (2005)
- Babes.TV 4 (2005)
- Blue Light (2005)
- Bodies in Motion (2005)
- Caught Masturbating 1 (2005)
- Climax Collection (2005)
- Dance on Fire (2005)
- Darkside (2005)
- De-Briefed 1 (2005)
- Exxxtraordinary Euro Babes 2 (2005)
- Give Me Pink 339 (2005)
- Hotel Bliss (2005)
- Intoxicated (2005)
- Jack's Teen America 5 (2005)
- Leg Action 2 (2005)
- Les Babez 3 (2005)
- Les Babez 4 (2005)
- Lesglam 1 (2005)
- Lez-Mania 1 (2005)
- Lip's Toes and Hose (2005)
- Marvelous (2005)
- Mayfair's Private Practice (2005)
- Pink Velvet 3 (2005)
- Posh Kitten (2005)
- Sandy's Girls 2 (2005)
- Six Days With Vera 1 (2005)
- Sophie's Wet Dreams (2005)
- Sorority Spy 3 (2005)
- Strap it On 1 (2005)
- Three's Cumpany (2005)
- Viv's Dream Team Girls (2005)
- Age of Amazons 2: Ancients Land (2006)
- Buffalo '69 (2006)
- Butterfly (2006)
- Da Vagina Code (2006)
- Girls of Amateur Pages 10 (2006)
- Lesbian Fever 1 (2006)
- Lesbian Fever 2 (2006)
- Lesglam 2 (2006)
- McKenzie Made (2006)
- No Boys, No Toys 1 (2006)
- Sandy Agent Provocateur (2006)
- Wet TShirt Contest (2006)
- Ass-Jacked 6 (2007)
- Give Me Pink 2 (2007)
- Interview with a Sex Maniac (2007)
- Italian Sexy Paradise 1 (2007)
- Luxury Lovers: Lesbian Edition (2007)
- Pink on Pink 1 (2007)
- Pleasure Bound (2007)
- Red Hot MILFs 2 (2007)
- Young Hot And Bothered (2007)
- ATK Galleria 6: Girls Only (2008)
- Be My First 1 (2008)
- Girl on Girl 3 (2008)
- My Euro Sex Vacation 2 (2008)
- My Space 3 (2008)
- No Man's Land: Girls in Love (2008)
- Sex with Eve Angel (2008)
- UK vs Europe (2008)
- Barefoot Dildo Lovers (2009)
- Bound In The USA (2009)
- Lesbian Encounters (2009)
- Lick It: Leg Addicted Girls (2009)
- Sex with Sandra Shine (2009)
- Budapest 1 (2010)
- Budapest 2 (2010)
- Party of One 1 (2010)
- Prim and Improper (2010)
- Secrets 3 (2010)
- Self Service Sex 3 (2010)
- Strap This Baby on for Size (2010)
- Budapest 4 (2011)
- Budapest 5 (2011)
- Budapest 6 (2011)
- Budapest 7 (2011)
- I Dream of Jo 1 (2011)
- Naked Impulses 1 (2011)
- Naked Impulses 2 (2011)
- Simply Shine (2011)
- Story of She 1 (2011)
- Young And Curious 4 (2011)
- All Over My Ass (2012)
- Budapest 10 (2012)
- Budapest 9 (2012)
- Hot Wet Lesbians (2012)
- Lesbian Playmates 1 (2012)
- Simply The Best (2012)
- Stockings And Lace 1 (2012)